# هایلونگ
هایلونگ (Heilung) یک گروه موسیقی فولک معاصر است که اعضای آن از کشورهای دانمارک، نروژ و آلمان تشکیل شده است. موسیقی آن‌ها بر اساس متون و کتیبه‌های رونیک از مردمان ژرمنی در عصر آهن و دوران وایکینگ‌ها است. هایلونگ موسیقی خود را به عنوان «تاریخ تقویت شده از قرون وسطای آغازین شمال اروپا» توصیف می‌کند. موسیقی آن‌ها معمولاً دربارهٔ ایزدان ژرمنی، یوتون و والکیری‌ها است. هایلونگ یک اسم آلمانی به معنای «التیام بخش» است.
هایلونگ در سال ۲۰۱۴ در کپنهاگ، دانمارک توسط خواننده کای اووه فاوست (یک خالکوب آلمانی که در خالکوبی‌های نورس باستان تخصص دارد) و تهیه‌کنندهٔ دانمارکی کریستوفر یول تأسیس شد.